# 645 Agrippina
645 Agrippina eller 1907 AG är en asteroid i huvudbältet, som upptäcktes 13 september 1907 av den amerikanske astronomen Joel Hastings Metcalf i Taunton. Den är uppkallad efter Agrippina den äldre och Agrippina den yngre.
Asteroiden har en diameter på ungefär 28 kilometer.